# Rappestad
Rappestad est une localité de Suède dans la commune de Linköping située dans le comté d'Östergötland.
Sa population était de 252 habitants en 2019.